# Quemado, Novi Meksiko
Quemado (navaho: Tó Háálį́) je popisom određeno mjesto u okrugu Catronu u američkoj saveznoj državi Novom Meksiku. Prema popisu stanovništva SAD 2010. ovdje je živjelo 228 stanovnika. 
Druga imena pod kojima se spominje jesu Rito i Rito Quemado.

## Zemljopis
Nalazi se na 34°20′38″N 108°29′44″W / 34.3439383°N 108.4956203°W 
Prema Uredu SAD-a za popis stanovništva, zauzima 4,66 km2 površine, od čega 4,63 suhozemne.

## Stanovništvo
Prema podatcima popisa 2010. ovdje je bilo 228 stanovnika, 86 kućanstava od čega 54 obiteljska, a stanovništvo po rasi bili su 74,6% bijelci, 0,9% "crnci ili afroamerikanci", 18,4% "američki Indijanci i aljaskanski domorodci", 0,0% Azijci, 0,0% "domorodački Havajci i ostali tihooceanski otočani", 2,6% ostalih rasa, 3,5% dviju ili više rasa. Hispanoamerikanaca i Latinoamerikanaca svih rasa bilo je 23,7%.

## Umjetnost
Umjetnička instalacija Waltera De Marije iz 1977., land art The Lightning Field nalazi se između Quemada i Pie Towna.

## Poznati stanovnici
Povjesničar jugozapada SAD-a Jerry D. Thompson bio je odrastao u Quemadu.